# Thomas Riggs
Thomas Cooper „Tom” Riggs (ur. 22 maja 1903 w Hendon, zm. 5 lutego 1976 w Aldeburgh) – brytyjski żeglarz sportowy, medalista olimpijski.
Podczas letnich igrzysk olimpijskich w Paryżu (1924) zdobył srebrny medal w żeglarskiej klasie 8 metrów, wspólnie z Ernestem Roneyem, Edwinem Jacobem, Walterem Riggsem oraz Gordonem Fowlerem (załoga jachtu Emily). Po raz drugi w olimpijskich zawodach żeglarskich wystartował w Amsterdamie (1928), zajmując 7. miejsce w klasie 8 metrów.
Thomas Riggs był synem Waltera Riggsa, również olimpijczyka z 1924. Z zawodu był inżynierem mechanikiem i elektrykiem. Przez pewien czas pełnił również obowiązki komandora klubu jachtowego Aldeburgh Yacht Club. 